# Cleo Ridgely

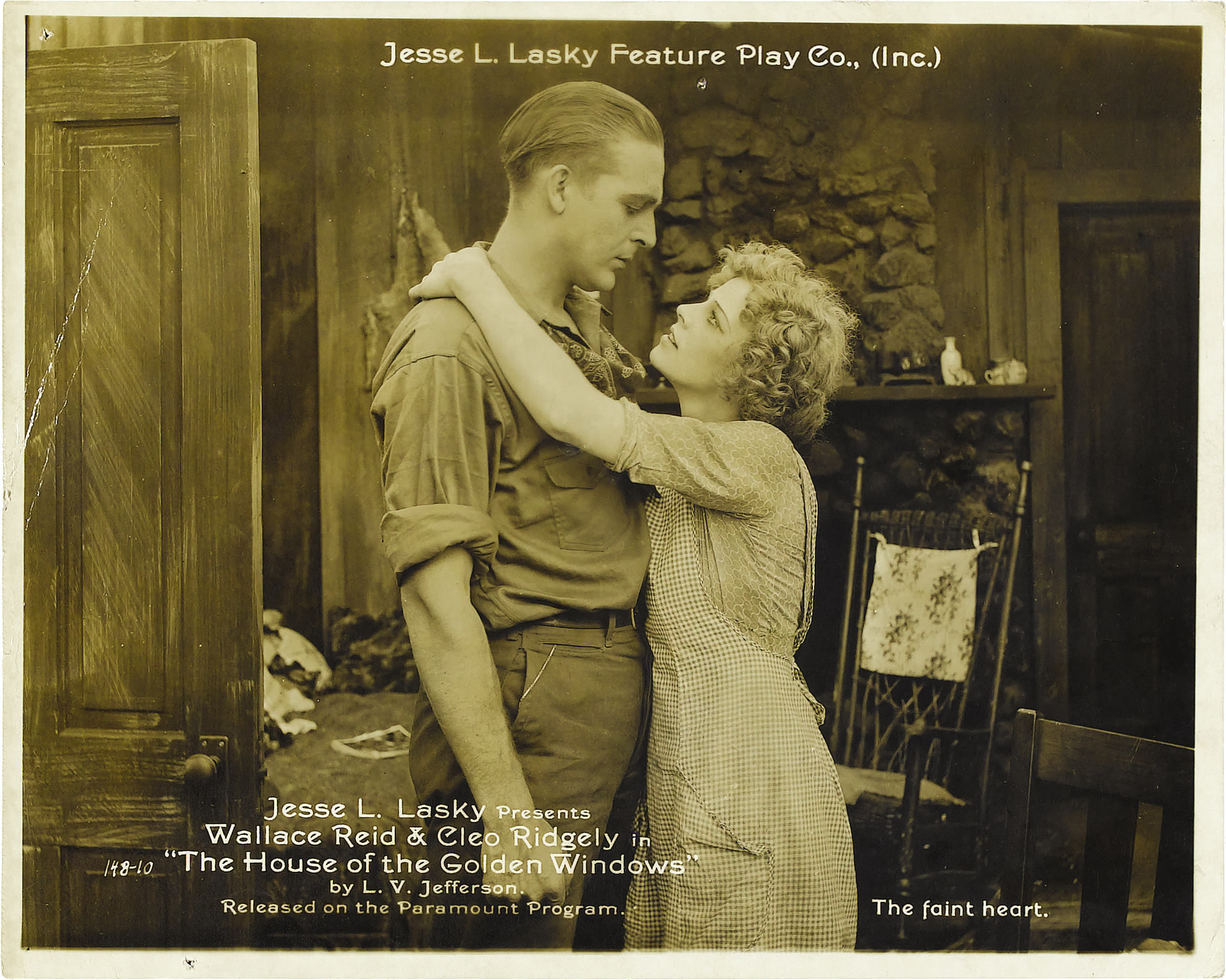
Wallace Reid i Cleo Ridgely a "The House with the Golden Windows" (1916)

Cleo Ridgely (Nova York, 12 de maig de 1893 – Glendale (Califòrnia) 18 d’agost de 1962) va ser una actriu de cinema mut estatunidenca.

## Biografia
Freda Cleo Helwig (nom real de l’actriu) va néixer a Nova York el 1893 filla d’August Helwig i Catherine Emily Sommerkamp. Els seus pares van morir quan ella tenia dos anys i va anar a viure amb l’àvia a Wisconsin. El seu primer treball artístic fou en el corus del Hippodrome Theater de Nova York. El seu debut cinematogràfic va ser a la Kalem Company a Florida per passar posteriorment a la Lubin i als Rex Studios. El 1910 es va casar amb Richard Ridgely, que era director amb la Edison Company. Gran amazona, es va fer coneguda el 1912 gràcies a una campanya publicitària de la Motion Picture Story Magazine: ella i el seu marit travessaren els Estats Units a cavall durant 18 mesos aturant-se en diferents pobles per fer per promocions de la revista. En 1914 retornà a la Kalem on protagonitzà el serial “The Girl Detective” (1915). Poc després fou contractada per la Jesse L. Lasky Company i protagonitzà diferents pel·lícules amb Wallace Reid, com “The Chorus Lady” (1915) o “The Golden Chance” (1915). Es divorcià del seu marit el 1916 i poc després es casà amb el director James Horne que l’havia dirigit en múltiples pel·lícules el 1915. Es retirà del cinema per dur una vida domèstica. Posteriorment, el 1922, aparegué encara en quatre pel·lícules, inclòs el melodrama “The Forgotten Law” (1922) dirigit pel seu marit per després retirar-se del cinema. Només apareixeria ocasionalment en algun rol menor de tant en tant al llarg dels anys següents. Morí als 68 anys a Glendale.

## Filmografia parcial
- The Working Girl's Success (1911)
- A Cowboy's Love (1911)
- His Exoneration (1911)
- The Gambler's Influence (1911)
- Saints and Sinners (1911)
- The Return (1911)
- The Price of Money (1912)
- Beauty and the Beast (1912)
- The Power of Thought (1912)
- The Weight of a Feather (1912)
- The Greater Love (1912)
- The Troubadour's Triumph (1912)
- Faraway Fields (1912)
- Leaves in the Storm (1912)
- Captured by Mexicans (1914)
- The Spoilers (1914)
- The Barrier of Ignorance (1914)
- The Quicksands (1914)
- The Rajah's Vow (1914)
- The Bond Eternal (1914)
- The Primitive Instinct (1914)
- The Potter and the Clay (1914)
- Micky Flynn's Escapade (1914)
- The Invisible Power (1914)
- The Smugglers of Lone Isle (1914)
- The Fatal Opal (1914)
- The Tragedy of Bear Mountain (1915)
- The Girl Detective (1915)
- The Affair of the Deserted House (1915)
- The Apartment House Mystery (1915)
- The Disappearance of Harry Warrington (1915)
- The Mystery of the Tea Dansant (1915)
- Old Isaacson's Diamonds (1915)
- Jared Fairfax's Millions (1915)
- Following a Clue (1915)
- The Trap Door (1915)
- The Diamond Broker (1915)
- The Writing on the Wall (1915)
- The Thumb Prints on the Safe (1915)
- The Voice from the Taxi (1915)
- Mike Donegal's Escape (1915)
- The Tattooed Hand (1915)
- Scotty Weed's Alibi (1915)
- Stolen Goods (1915)
- The Fighting Hope (1915)
- The Puppet Crown (1915)
- The Secret Orchard (1915)
- The Marriage of Kitty (1915)
- The Chorus Lady (1915)
- The Golden Chance (1915)
- The Love Mask (1916)
- The Selfish Woman (1916)
- The House with the Golden Windows (1916)
- The Victory of Conscience (1916)
- The Yellow Pawn (1916)
- The Victoria Cross (1916)
- Joan the Woman (1916)
- Occasionally Yours (1920)
- The Law and the Woman (1922)
- Sleepwalker (1922)
- The Forgotten Law (1922)
- The Beautiful and Damned (1922)
- Dangerous Pastime (1922)
- Senyoreta en desgràcia (1937)
- Juvenile Court (1938)
- Born to Sing (1942)
- Mai l'oblidaré (1948)